# Franz Josef Schwoy

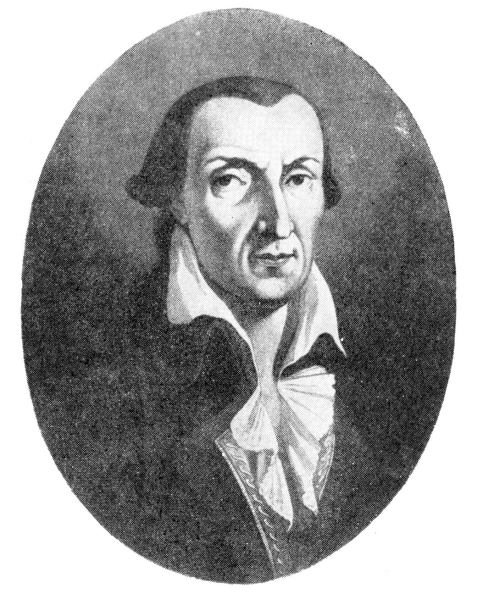
Franz Josef Schwoy

Franz Josef Schwoy, auch František Josef Schwoy (* 11. Dezember 1742 in Groß Herrlitz; † 10. Oktober 1806 in Nikolsburg) war ein mährischer Archivar, Topograph und Fürstlicher Schloßhauptmann.
Schwoy war Beamter der Fürstlich Dietrichstein'schen Domäne Nikolsburg und veröffentlichte die erste umfassende Topographie von Mähren. Bei seinen Forschungen stützte er sich auf zahlreiche Quellen und Originalmanuskripte des 14. bis 16. Jahrhunderts, die heute zum Teil nicht mehr existieren.

## Werke
- Topographische Schilderung des Markgrafthum Mähren. 2 Bände. Prag und Leipzig 1786 
Band 1: Einleitung, Olmützer, Preraurer und Hradischer Kreis 
Band 2: Brünner, Znaimer und Iglauer Kreis
- Topographie vom Markgrafthum Mähren. 3 Bände. Wien 1793–1794.
Band 1: Olmützer Kreis 
 Band 2: Brünner und Hradischer Kreis 
Band 3: Preraurer, Znaimer und Iglauer Kreis
- Kurzgefaßte Geschichte des Landes Mähren. Brünn 1788.